# Jacobus Herculaas de la Rey

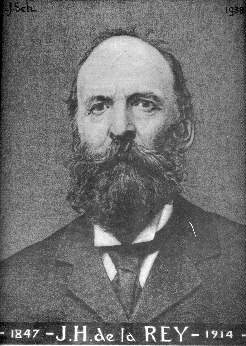
Jacobus Herculaas de la Rey

Jacobus Herculaas "Koos" de la Rey, född 22 oktober 1847, död 15 september 1914, var en sydafrikansk boergeneral.
De la Rey var från 1893 medlem av Sydafrikanska republikens "första" folkråd. Vid utbrottet av boerkriget 1899 utnämndes han till general, och besegrade 12 oktober britterna i slaget vid Kraai Pan, varefter han framgångsrikt kämpade under Piet Cronjé på västra krigsskådeplatsen. Av Louis Botha utnämndes han till generalkommendantassistent och medlem av regeringen. De la Rey erhöll samtidigt västra Transvaal som operationsområde och vann här 1901 bland annat framgångar vid Modderfontein och Vlakfontein. 1902 besegrade han i slaget vid Tweebosch Paul Sanford Methuen, vilken han dock senare frigav. Efter fredsslutet blev de la Rey 1907 ledamot av Transvaals parlament, och 1910 av Sydafrikanska unionens senat. Vid första världskrigets utbrott slöt han sig till det av Manie Maritz startade upproret mot Storbritannien och blev skjuten av en polispatrull i närheten av Johannesburg.